# Anthony Bourdain
Anthony Michael Bourdain (født 25. juni 1956, død 8. juni 2018) var en amerikansk kok, tv-programleder, og forfatter, bedst kendt for bogen Kitchen Confidential: Adventures in the Culinary Underbelly og tv-programmet No Reservations.